# Botafogo Futebol Clube (Ribeirão Preto)
Pour les articles homonymes, voir Botafogo Futebol Clube.
Maillots
Actualités
Dernière mise à jour : 10 octobre 2024.
Le Botafogo Futebol Clube, Botafogo FC ou Botafogo (SP) est un club brésilien de football basé à Ribeirão Preto dans l'État de São Paulo.

## Histoire
Le club est fondé en 1918 d'une fusion de trois clubs de la ville, l' União, le Paulistano Tiberense et l'Ideal Futebol Clube.
Le premier titre de Botafogo fut le championnat de l'État de São Paulo de deuxième division en 1927.
Dans les années 90, le club atteint les divisions nationales, la Série C en 1996, et la Série B en 1998. En 2002, il est relégué en Série C.
Lors de l'édition 2018, Botafogo termine premier du groupe B et a été promu au Campeonato Brasileiro Série B 2019. Le club n'arrivera pas à se maintenir mais fera son retour en deuxième division pour la saison 2023.
C'est au Botafogo de Ribeirão Preto que Sócrates commence sa carrière. Son frère Raí joue également pendant plusieurs années pour le Botafogo-SP.

## Palmarès
- Championnat de São Paulo :
  - Vice-champion : 2001

- Championnat du Brésil de Série B :
  - Vice-champion : 1998

- Championnat du Brésil de Série C :
  - Vice-champion : 1996

- Championnat du Brésil de Série D :
  - champion : 2014